# Northern Line
Northern Line – jedna z linii metra w Londynie, oznaczana kolorem czarnym. Jej pierwszy odcinek został otwarty w 1890 roku. Obecnie korzysta z niej ok. 207 milionów pasażerów rocznie, co daje jej pierwsze miejsce wśród wszystkich linii. Jej trasa liczy 58 kilometrów oraz 52 stacji, w tym 38 pod ziemią. 

## Przebieg linii
Northern Line jako jedyna w londyńskim metrze nie posiada odcinka, który można uznać za linię główną. Zamiast tego składa się z sześciu odgałęzień - dwóch w północnym Londynie, dwóch w centrum i dwóch na południu. Pierwsze odgałęzienie północne bierze swą nazwę od krańca Edgware, drugie zaś od High Barnet. Na stacji Finchley Central odchodzi od niego dodatkowa odnoga do stacji Mill Hill East (obie stacje łączy linia wahadłowa). Odgałęzienia północne spotykają się na stacji Camden Town. Zaraz za nią linia rozdziela się ponownie, tworząc odgałęzienie Charing Cross (położone bardziej na zachód) oraz Bank (bardziej na wschód). Na stacji Kennington oba spotykają się ponownie i przechodzą w kolejne dwa południowe odgałęzienia Morden i Battersea Power Station. 
Tak skomplikowany układ Northern Line powoduje, że w praktyce jej składy kursują na czterech głównych trasach (choć w godzinach szczytu spotykane są również inne kombinacje):
- Edgware - Morden (przez Bank)
- Edgware - Kennington (przez Charing Cross)
- High Barnet - Morden (przez Bank)
- High Barnet - Battersea Power Station (przez Charing Cross)

Northern Line należy do grupy deep level lines, co oznacza, że na odcinkach podziemnych tory w każdą stronę ułożone są w osobnym tunelu na średniej głębokości 20 metrów. W wielu miejscach linii głębokość ta jest jednak znacznie większa. Leżąca na trasie Northern stacja Hampstead posiada peron na głębokości ponad 58 metrów, co jest rekordem w skali całego metra. Do Northern Line należą także rekordy dotyczące punktu na trasie metra położonego najniżej pod ziemią (67 metrów, fragment tunelu w okolicy stacji Hampstead) i najwyżej nad nią (18 metrów, wiadukt blisko stacji Mill Hill East). Z kolei fragment trasy od East Finchley do Morden (przez Bank) stanowi najdłuższy w całym metrze odcinek, na którym pociągi cały czas pozostają pod ziemią (liczy 27,8 km).

## Tabor

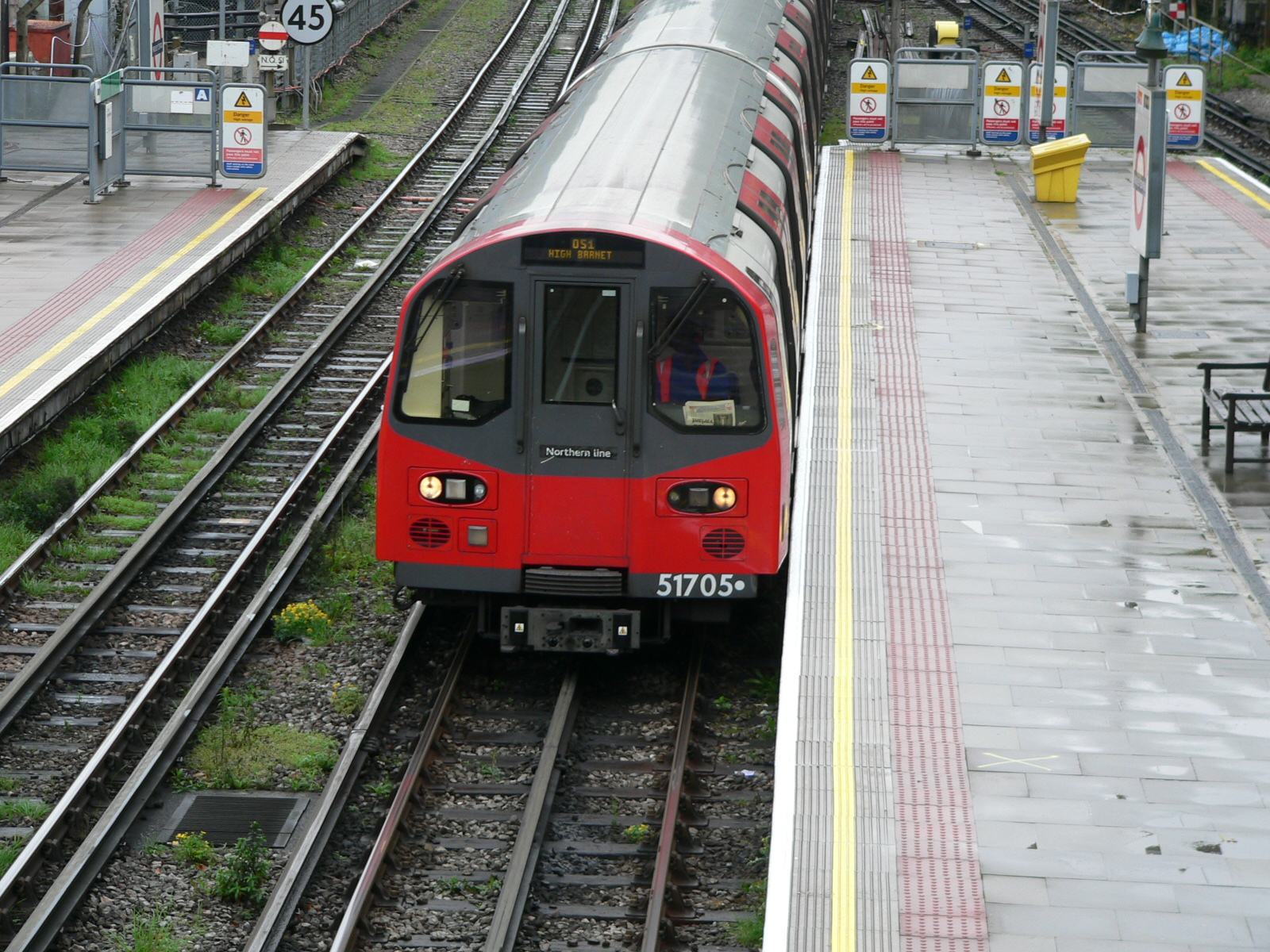
Pociąg klasy 1995 Stock

Northern Line obsługiwana jest przez 106 pociągów klasy 1995 Stock, dostarczonych w latach 1998–2001 przez koncern Alstom. Pociągi te nie zostały zakupione przez metro, lecz wzięte w leasing. W godzinach szczytu na trasę wyjeżdżają równocześnie 84 składy.